# Capo Plaza
Luca D'Orso mais conhecido por seu nome artístico Capo Plaza (Salerno, 20 de abril de 1998) é um rapper italiano.

## Biografia
Capo Plaza nasceu em 20 de abril de 1998 em Salerno, filho de mãe contadora e pai auxiliar de escritório.; cresceu na periferia leste da cidade, no distrito de Pastena. Ele começou a escrever suas primeiras rimas em 2011, aos 13 anos.

## Carreira
Estreou em 2013 sob o pseudônimo de Capo Plaza, através de seu canal no YouTube, com a música "Sto giù". Um ano depois foi para Milão, onde fez um dueto com Sfera Ebbasta.
Em 2016 lançou o álbum Sulamente nuje, em colaboração com o rapper Peppe Soks. No final do ano seguinte assinou contrato com a Sto Records, gravadora de Ghali, o que lhe permitiu ganhar popularidade com seu single "Allenamento #2". Posteriormente, lançou o single "Giovane fuoriclasse e Non cambierò mai", que o tornou conhecido na cena trap italiana.
Em 2018, seu primeiro álbum oficial, 20, inteiramente produzido por sua produtora Ava, alcançou o topo do Ranking de Álbuns da FIMI. O sucesso do álbum foi confirmado pelos primeiros lugares do single "Non cambierò mai" e da música Tesla, esta última criada em colaboração com Sfera Ebbasta e DrefGold.
Em 22 de janeiro de 2021 foi a vez de Plaza, terceiro álbum de estúdio antecipado pelo single "Allenamento #4", que alcançou a primeira posição no Top Singles.[8] O álbum de dezesseis faixas apresenta colaborações com outros artistas, incluindo Gunna, Sfera Ebbasta, Lil Tjay, A Boogie Wit Da Hoodie e Luciano.
Em 3 de junho de 2022, o rapper lançou o mixtape Hustle Mixtape, composta por doze canções, incluindo os singles "Goyard" e "Capri Sun".

## Influências musicais
Aos nove anos, o cantor assistiu ao videoclipe do rapper estadunidense Kanye West, "Stronger". O vídeo o inspirou a entrar no hip hop e cerca de quatro anos depois, ele começou a escrever suas primeiras rimas. Em entrevista à revista Vanity Fair, ele revelou que parte da sua paixão foi motivada pelo fato de ter pedido ao tio que lhe desse um CD "com todos os raps do momento". O CD trazia artistas como Sean Paul, Jay-Z, Lil Wayne e outros.

## Discografia
Álbuns de estúdio
- Sulamente nuje (com Peppe Soks) (2016)
- 20 (2018)
- Plaza (2021)

Mixtape
- Hustle Mixtape (2022)